# Tern Island (Hawaii)
Tern Island (englisch für „Seeschwalben-Insel“) ist eine Koralleninsel im Nordwesten der French Frigate Shoals und die Hauptinsel dieses Atolls der Nordwestlichen Hawaii-Inseln. Sie gehört zum US-Bundesstaat Hawaii.

## Geschichte
Auf der Insel wurde nach der Schlacht um Midway ein etwa 1000 Meter langes Flugfeld („Flugplatz French Frigate Shoals“) errichtet. Nach dem Ende des Zweiten Weltkriegs befand sich bis 1979 eine bemannte Funknavigations-Station (LORAN) der US-Küstenwache auf Tern Island. Die Station war vorher, bis 1952, auf dem benachbarten East Island aufgebaut.
Nach dem Zensus 2000 hatte die Insel eine Fläche von genau 105.276 m², ohne ständige Bewohner.